# Kiomurdzu
Kiomurdzu (gr. Kiomουρτζου, tur. Kömürcü) – wieś na Cyprze, w dystrykcie Kirenia. Obecnie znajduje się w granicach Cypru Północnego.